# ساندي ماكناب
ساندي ماكناب (بالإنجليزية: Sandy McNab)‏ (27 ديسمبر 1911 بغلاسكو في المملكة المتحدة - 1962) هو مدرب كرة قدم ولاعب كرة قدم بريطاني (وحمل سابقاً جنسية المملكة المتحدة لبريطانيا العظمى وأيرلندا) في مركز نصف الجناح. شارك مع منتخب اسكتلندا لكرة القدم. أما مع النوادي، فقد لعب مع نادي نورثامبتون تاون ونادي والسول ونوتينغهام فورست ونيوبورت كونتي ووست بروميتش ألبيون.

## وصلات خارجية
- ساندي ماكناب على موقع قاعدة بيانات كرة القدم.إي يو (الإنجليزية)